# Gare de Pļaviņas
La gare de Pļaviņas  est une gare ferroviaire lettone à Pļaviņas.

## Situation ferroviaire

Réseau de trains en 2016.

## Histoire
La gare est ouverte en 1861.